# Miconia castrensis
Espèce
Statut de conservation UICN

 EN B1ab(iii) : En danger
Miconia castrensis est une espèce de plantes à fleurs de la famille des Melastomataceae endémique d'Équateur.

## Publication originale
- Memoirs of The New York Botanical Garden 16: 15. 1967.